# Lotus maculatus
Lotus maculatus là một loài thực vật có hoa trong họ Đậu. Loài này được Breitf. miêu tả khoa học đầu tiên.

## Hình ảnh

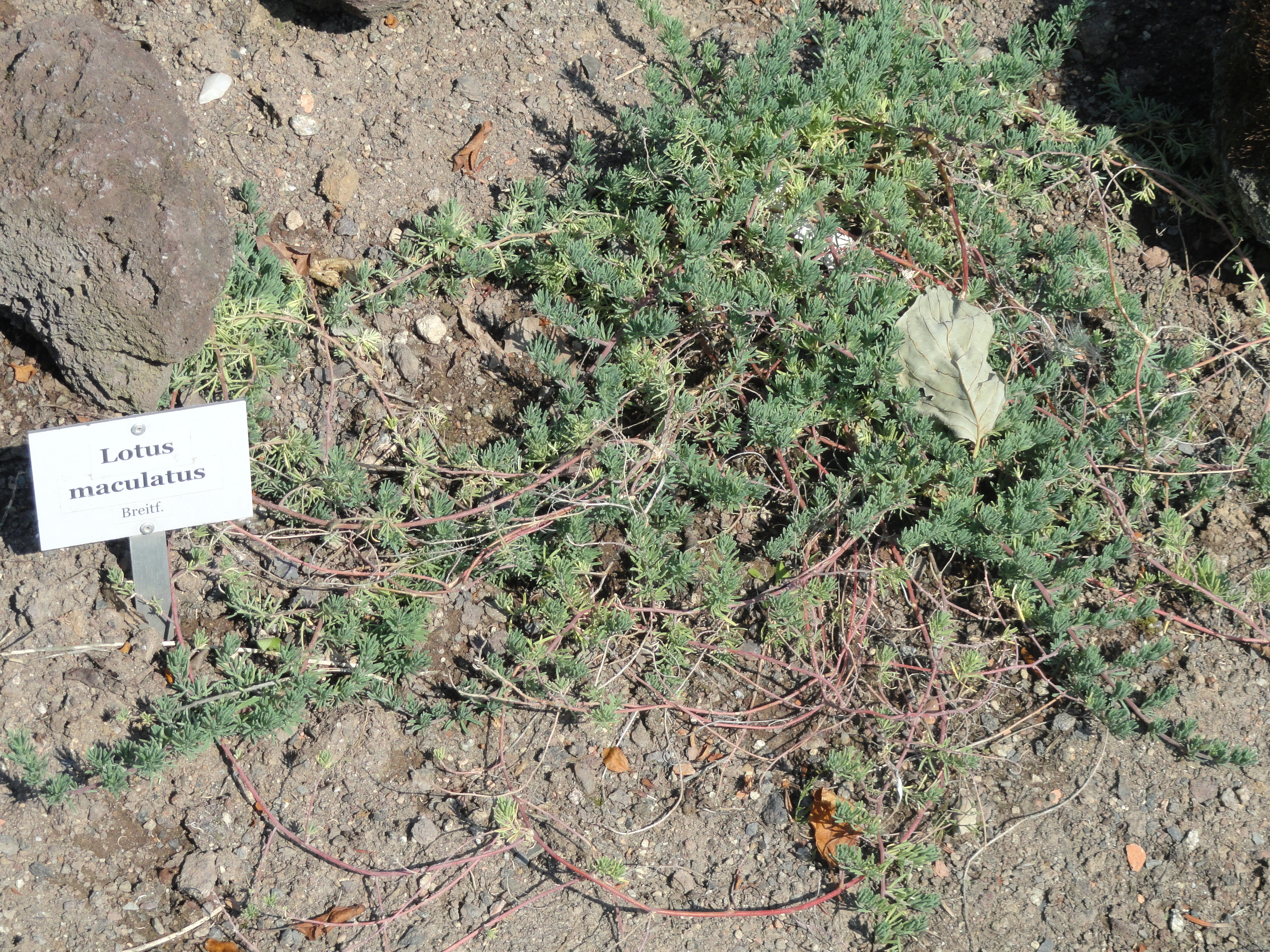
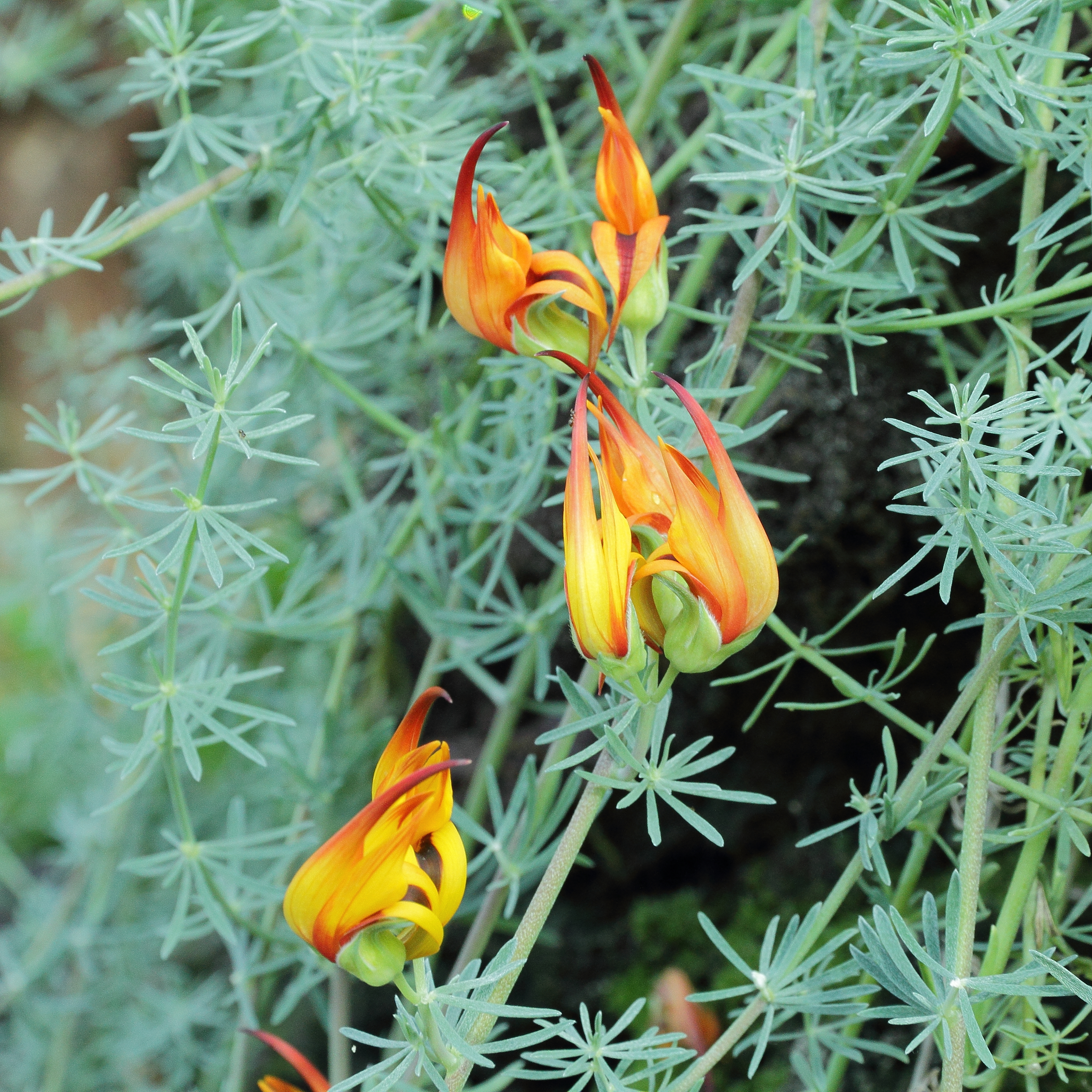
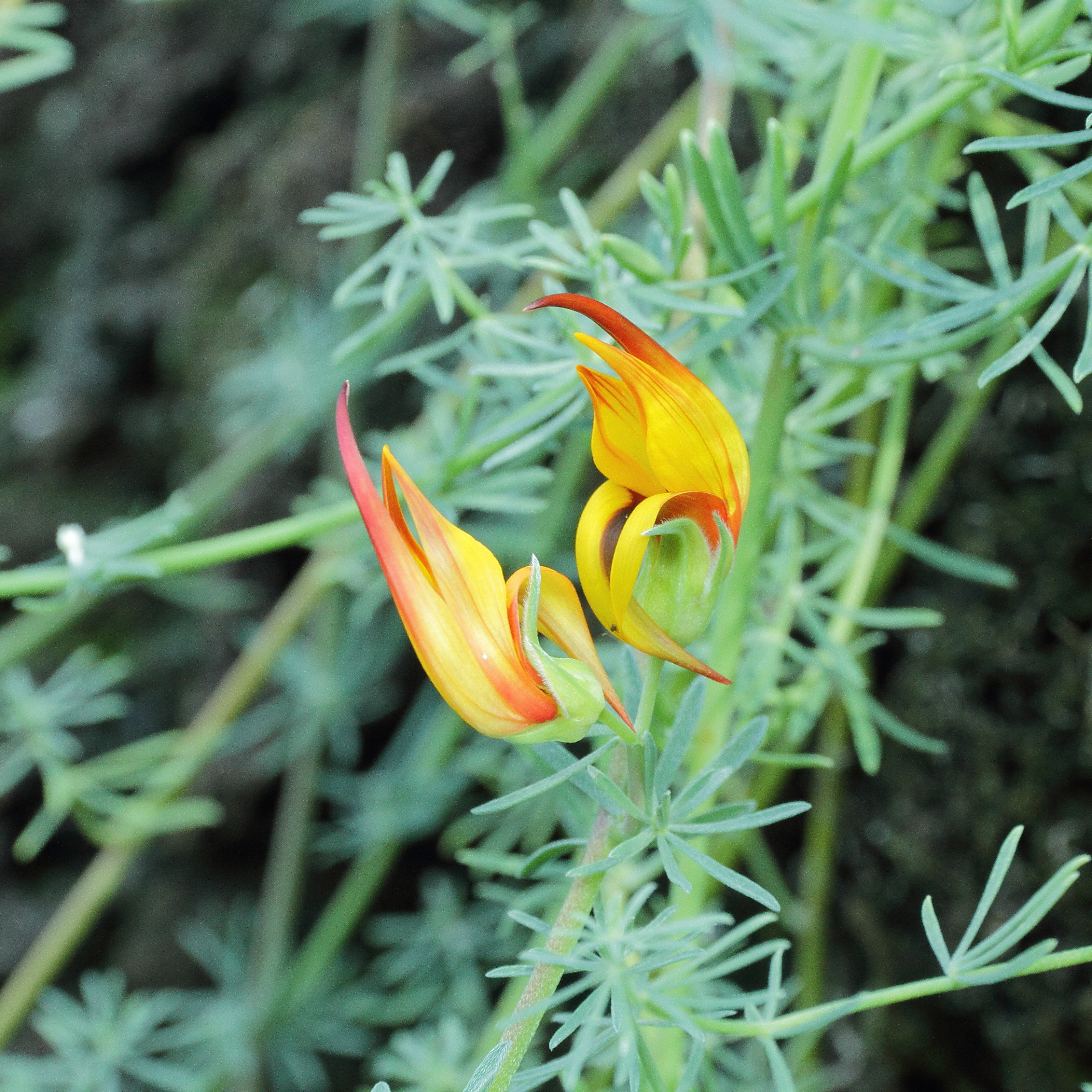